# Lopata, Žužemberk
Lopata je naselje v Občini Žužemberk.